# Ligne de Castres à Bédarieux
La ligne de Castres à Bédarieux est une ligne ferroviaire en France, à voie unique non électrifiée, reliant Castres à Bédarieux, en passant par Mazamet. Aujourd'hui, le tronçon entre Castres et Mazamet est encore utilisé pour le trafic voyageurs, le tronçon entre Mazamet et Bédarieux est déclassé.
Elle constitue la ligne 737 000 du réseau ferré national.

## Histoire

### Chronologie
- 23 avril 1866, ouverture de Castres à Mazamet[2],
- 28 octobre 1883, ouverture de Mazamet à Saint-Amans-Soult[2],
- 12 juillet 1888, ouverture de Saint-Amans-Soult à Saint-Pons,
- 10 novembre 1889, ouverture de Saint-Pons à Bédarieux.

### Castres à Mazamet
La Compagnie des chemins de fer du Midi et du Canal latéral à la Garonne (Midi) obtient une concession éventuelle pour un chemin de fer de Castres à Mazamet le 1er mai 1863 par une convention signée entre le ministre des Travaux Publics et la compagnie. Cette convention est approuvée par décret impérial le 11 juin 1863. Cette section est déclarée d'utilité publique par décret impérial le 9 mars 1864, rendant ainsi la concession définitive,. Le décret précise que l'emprise doit être acquise pour deux voies, mais que les infrastructures pourront n'être exécutées que pour une seule.
La construction du tronçon entre Castres et Mazamet a été une conséquence naturelle de l'arrivée du chemin de fer à Castres (ligne de Castelnaudary à Castres), Mazamet étant alors une cité prospère grâce à son industrie du textile.
Actuellement cette partie de la ligne voit passer uniquement des circulations TER (relation Mazamet - Toulouse). Le trafic des marchandises a disparu au milieu des années 1990.

### Mazamet à Bédarieux
C'est par une convention signée le 10 août 1868 par le ministre des Travaux publics que l'État concède à titre éventuel à la Compagnie des chemins de fer du Midi un chemin de fer de Mazamet à la ligne de Béziers à Graissessac. Cette convention est approuvée par un décret impérial à la même date, mais la compagnie manifeste son désintérêt pour cette ligne, « notre réseau tel qu'il est sorti de la convention de 1863, nous paraissait bien assis pour ne pas rechercher de concessions nouvelles ». Cette section est déclarée d'utilité publique et concédée à titre définitif par une loi le 23 mars 1874.
Conformément à la convention de 1868 et contrairement à la ligne de Castres à Mazamet, la construction de la plate-forme de la ligne, des ouvrages d'art et des passages à niveau, a été dirigée par les services des Ponts et Chaussées du Tarn et de l'Hérault avec Frédéric Ritter comme ingénieur en chef de la construction.
La section de Mazamet à Bédarieux a fermé au service voyageurs le 10 juillet 1972 et aux marchandises courant 1987. Elle est désormais entièrement déferrée et une voie verte a pris sa place sur la majorité du parcours : le Passa Païs (voie verte du Haut-Languedoc).
La ligne desservait, dans le sens Bédarieux → Mazamet, la station thermale de Lamalou-les-Bains, Mons, Olargues, Riols, Saint-Pons.

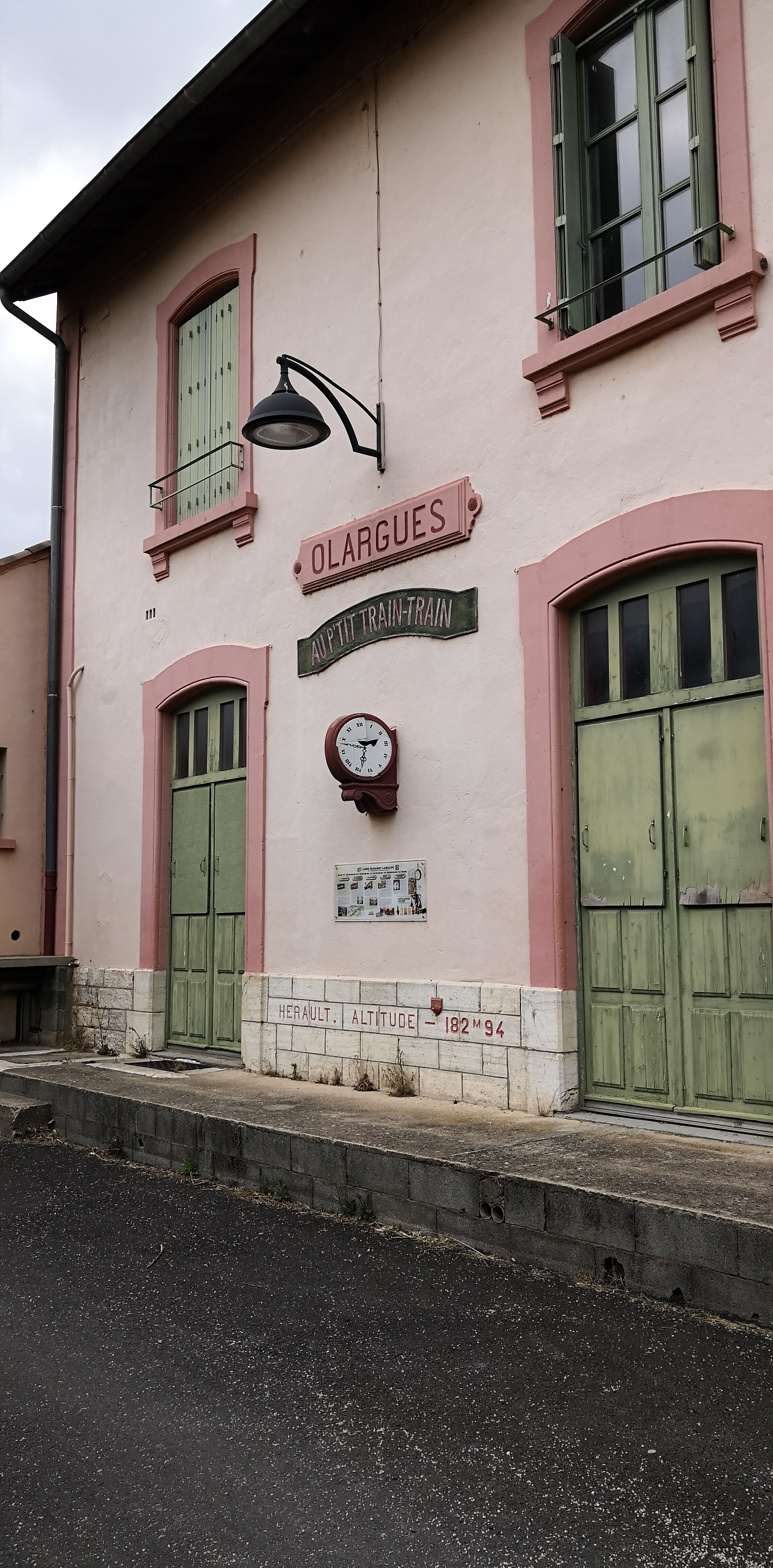
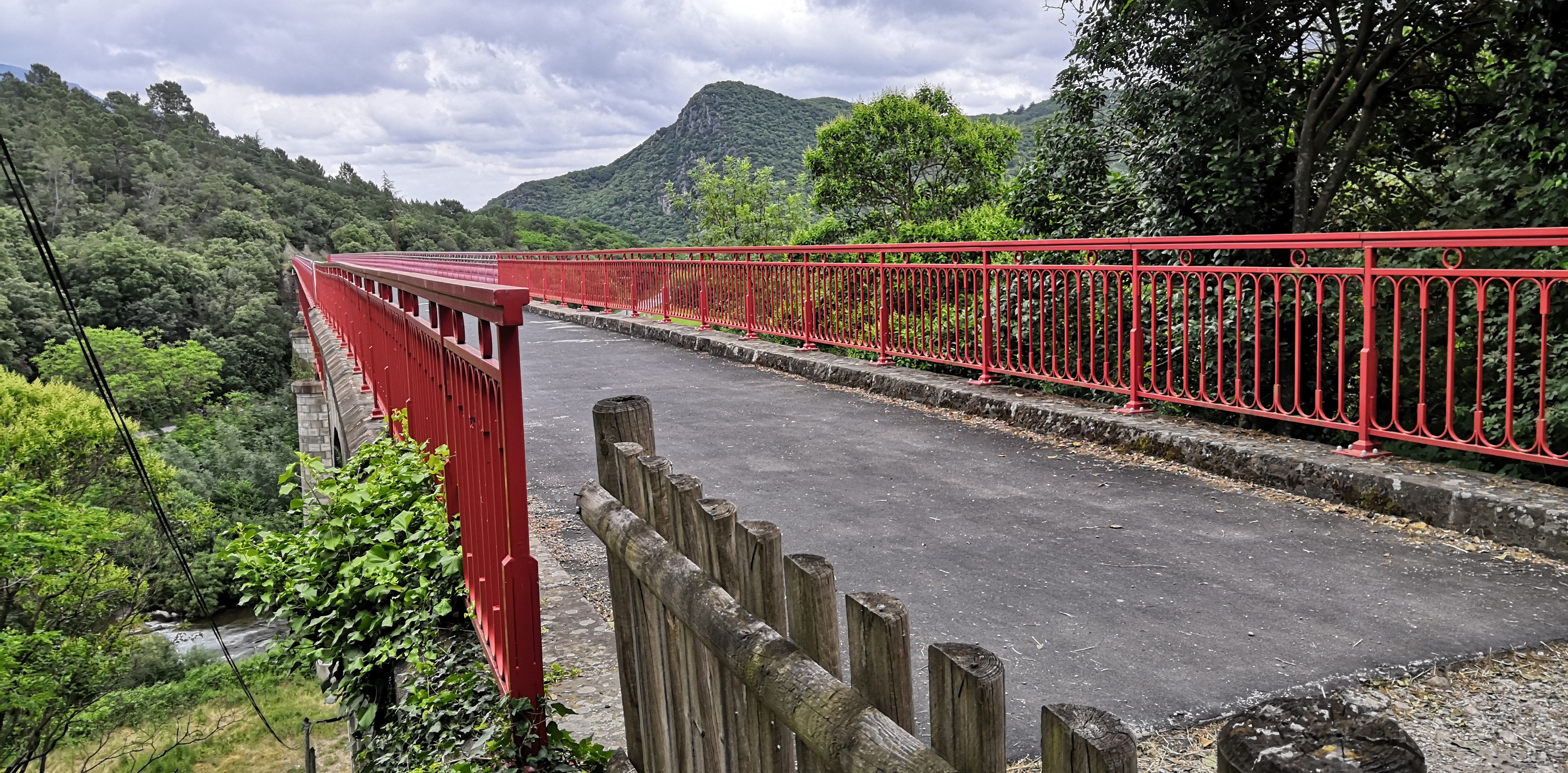
Viaduc d'Olargues.

## Caractéristiques
La section de ligne de Castres à Mazamet, dont le tracé ne présente pas de difficulté particulières est ouverte le 23 avril 1866. La construction était supervisée par l'ingénieur Louis Alby de la Compagnie des chemins de fer du Midi.
La section de Mazamet à Bédarieux, située au nord de la Montagne Noire, passait, au col de la Fenille, du versant atlantique au versant méditerranéen, par un tunnel de 766 mètres et atteignait Saint-Pons par la partie la plus accidentée de la ligne, comprenant 6 viaducs, 2 tunnels, 4 profondes tranchées et l'immense mur de soutènement de la gare de Courniou.
Le reste de la ligne est fortement accidenté, notamment dans la partie héraultaise du parcours, nécessitant un nombre important d'ouvrages d'art, dont les plus importants furent :
- Le souterrain de la Fenille (766 m)
- Le pont ferroviaire d'Olargues, viaduc métallique à 3 travées (131 m).
- Le mur de soutènement de Courniou (18 m de haut).

## Exploitation
La section de ligne Mazamet - Castres est desservie par les TER de la région Occitanie comme partie de la liaison Mazamet - Toulouse. Certaines dessertes sont assurées par bus.